# SIGGRAPH

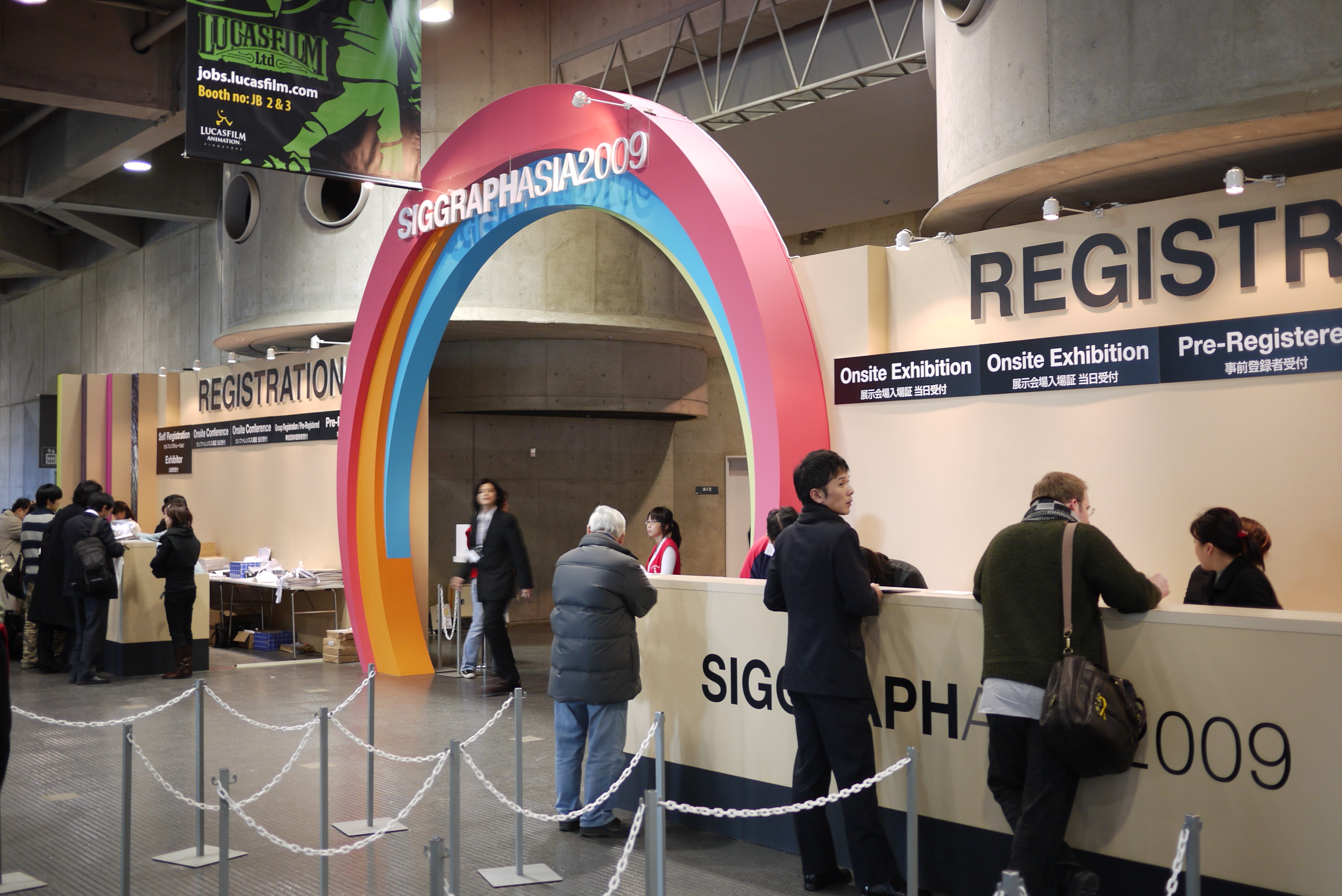
Eingang zur SIGGRAPH Asia 2009 in Yokohama.

Die SIGGRAPH (Special Interest Group on Graphics and Interactive Techniques) ist eine Themengruppe der Association for Computing Machinery (ACM), die sich mit Computergrafik beschäftigt. 
Eine Tagungsreihe desselben Namens findet seit 1974 jährlich in den USA und Kanada statt. Seit 2008 gibt es zudem mit der SIGGRAPH Asia eine entsprechende Konferenz in Asien, die ebenfalls jährlich durchgeführt wird.
SIGGRAPH ist die größte und bekannteste Konferenz zum Thema. Eine vergleichbare europäische Vereinigung ist Eurographics.